# Kohanjac
Kohanjac je naselje u Republici Hrvatskoj, u sastavu Općine Žakanje, Karlovačka županija.Kohanjac je smješten na brežuljku neposredno uz državnu cestu D-6 Karlovac–Jurovski Brod–Metlika (Slovenija).
Spada u Rkt.župu Uznesenje Blažene Djevice Marije Žakanje.  

## Stanovništvo
Prema popisu stanovništva iz 2001. godine, naselje je imalo 104 stanovnika te 29 obiteljskih kućanstava.
Stanovnici Kohanjca bave se poljoprivredom i malim poduzetništvom.
Mnogi rade u Karlovcu ili Metlici (Slovenija).
| broj stanovnika | 156   | 149   | 150   | 146   | 120   | 110   | 116   | 126   | 145   | 138   | 130   | 117   | 102   | 126   | 104   | 96    | 78    |
|                 | 1857. | 1869. | 1880. | 1890. | 1900. | 1910. | 1921. | 1931. | 1948. | 1953. | 1961. | 1971. | 1981. | 1991. | 2001. | 2011. | 2021. |

## Prezimena
Najčešća prezimena na Kohanjcu su: Pećar, Majhan, Mravunac, Nastav, Zajec, Križan i dr.

## Povijest
Kohanjac se u povijesti nazivao Konji Vrh spadao je u imanje žakanjsko koje je bilo pristojalište grada Ribnika, sve do 1683 godine kada grof Adam Zrinski založi imanje Žakanje, Zaluku i Konji Vrh (danas Kohanjac) kapetanu Stjepanu Sily-u i njegovoj ženi Dori Gubaševačkoj za svotu 3500 for. Potomci Silvijevih držali su Žakanje u koje je spadao i Kohanjac sve do kraja 18.stoljeća. Tada Žakanje (a stime i Kohanjac) pređe na porodicu Benića i kasnije na porodicu Tomašića Kovanskih.
U Drugom svjetskom ratu  mnogi stanovnici Kohanjca bili su uključeni u Narodnooslobodilački pokret većinom kao pripadnici Karlovačke udarne brigade ili Žumberačke brigade.
Neki stanovnici Kohanjca bili su pripadnici ustaško-domobranskih oružanih snaga NDH.
U Domovinskom ratu stanovnici Kohanjca sudjelovali su u obrani Hrvatske na prvoj crti kao pripadnici 110.br HV, 137.br.HV i drugih postrojbi Karlovačke županije.